# Kaspar von Solemacher
Kaspar Joseph Viktor von Solemacher (* 28. Juni 1807 in Recklinghausen; † 6. April 1867 in Aachen) war ein deutscher Verwaltungsbeamter und Politiker.
Von Solemacher entstammte dem Adelsgeschlecht Solemacher. Er war der Sohn des Landgerichtsrats und Herren Antweiler und Vohwinkel Johann Matthias Joseph Ignatius von Solemacher und dessen Ehefrau Maria Anna Magdalene Henriette geborene von Braumann. Er war katholischer Konfession und blieb unverheiratet.
Von Solemacher studierte Rechtswissenschaften und wurde 1828 Auskulator in Berlin. 1830 wurde er Referendar am Oberlandesgericht in Arnsberg, bevor er 1831 in den Verwaltungsdienst übertrat und 1834 Regierungsassessor in Köln wurde. Zwischen August 1835 und August 1836 war er vertretungsweise Landrat des Landkreises Köln. 1837 wurde er zunächst zum Regierungsrat ernannt, bevor er 1839 zum Oberregierungsrat und Dirigenten der Abteilung I bei der Regierung befördert wurde. Zum Schluss war er auch Stellvertreter des Regierungspräsidenten in Aachen. 1866 wurde er pensioniert.
1849 war er Mitglied der I. preußischen Kammer. 1850 war er Mitglied im Volkshaus des Erfurter Unionsparlaments. 1861 wurde er Mitglied im Preußischen Abgeordnetenhaus.
Er wurde mit dem Roten Adlerorden 4. Klasse, 3. Klasse mit der Schleife (1856) und 2. Klasse (29. Juli 1866) ausgezeichnet.